# Sulzbach (Aich)
Der Sulzbach (ⓘ) ist ein auf dem Namenslauf unter 4 km, zusammen mit dem linken Hauptoberlauf Planklingenbach fast 7 km langer Bach im mittleren Baden-Württemberg. Der Namenslauf liegt zur Gänze im Landkreis Böblingen und im nördlichen Schönbuch, er mündet bei der Oberen Rauhmühle der Gemeinde Steinenbronn von links und etwa Nordwesten in die obere Aich, der genannte Oberlauf im südlichen Glemswald grenzt auch an den Landkreis Esslingen.

## Geographie

### Oberlauf Planklingenbach
Der linke Hauptoberlauf Planklingenbach entspringt auf dem Standortübungsplatz im Osten von Böblingen etwas östlich des Hügels Verbrannter Buckel (502,3 m ü. NHN) im Gewann Rotes Steigle nahe dem vom Musberger Weg abgehenden Streitweg auf etwa 485 m ü. NHN. Er verläuft auf ganzer Länge im Wald, zunächst nach Südosten. Dabei nimmt er von rechts den Bach auf, der an der Entwässerung des aufgeschütteten Bergs nahe dem amerikanischen Schulkomplex auf dem Standortübungsplatz entsteht und anschließend vom Mönchsbrunnen gespeist wird, ein fast ebenso langer Quellast des Planklingenbachs. Weiter abwärts fließt von Nordosten her der Sulzbach (!) zu, danach läuft der Planklingenbach auf gut der ersten Hälfte seines 1,1 km langen Restlaufs südwärts bis zur Einmündung des Kaisereichenbachs etwa von Westen. Nach dem letzten Laufstück von dort an wieder nach Südosten fließt er auf 401,2 m ü. NHN am Südostzipfel des Böblinger Stadtgebietes mit dem anderen Oberlauf Gehrklingenbach zusammen, der zuletzt von Westen naht.
Der Planklingenbach ist 3,2 km lang und entwässert ein ca. 4,9 km² großes, überwiegend bewaldetes Gebiet ohne jede Besiedlung überwiegend in den Glemswald-Randhöhen. Die unter mittleren Sohlgefälle von etwa 26 ‰ erreichte Mündung liegt etwa 84 Höhenmeter unterhalb seines Ursprungs.

### Oberlauf Gehrklingenbach
Der rechte Neben-Oberlauf Gehrklingenbach entspringt in der Gehren- oder Gerenklinge etwas südlich des erwähnten Schulkomplexes auf etwa 468 m ü. NHN und läuft, ebenfalls im Wald, auf knapp der Hälfte seines Weges südostwärts bis zum Zulauf des etwa ebenso langen Quellasts Ziegenbachs von Südwesten her. Von dort an, etwas nördlich der Sportplätze auf der Schönaicher Eisenhalde, fließt er ostwärts weiter bis zur Vereinigung mit dem Planklingenbach.
Der Gehrklingenbach ist 2,9 km lang und entwässert eine nur ca. 3,0 km² große Fläche. Links des Laufs steht fast ausschließlich Wald der Glemswald-Randhöhen, während rechts in etwas Abstand auch große Teile in der Rodungsinsel um Schönaich liegen und bebaute Flächen auf dem Böblinger Rauhen Kapf, am Nordrand Schönaichs und insbesondere das Gewerbegebiet auf der Eisenhalde umfassen. Der Gehrklingenbach mündet bei mittleren Sohlgefälle von etwa 23 ‰ nur etwa 67 Höhenmeter unterhalb seines Ursprungs.

### Verlauf
Der aus beiden Oberläufen vereinte Sulzbach fließt schon bald südöstlich und durch eine Tallichtung, an deren rechter Waldgrenze der kleine Schönaicher Wohnplatz Sulzbach liegt. Gegen Ende der offenen Au hat das von links zulaufende Badrainbächle den Lauf gegen den rechten Hangfuiß gedrängt. Unmittelbar bevor der Sulzbach die L 1051 Schönaich–Steinenbronn wieder im Wald unterquert, fließt ihm vom nahen letzten Ort her der Klingenbach zu, der Bach knickt dort ab auf Südlauf. Noch im Talwald durchquert er recht weit vor diesem einen Vorsee und dann das dauereingestaute, etwa einen halkben Kilometer lange Hochwasserrückhaltebecken Sulzbach mit einer gewöhnlichen Seefläche von fast 4 ha. Unterhalb des Seedamms fließt er noch einen knappen halben Kilometer in offener Talaue und mündet dann auf etwa 361 m ü. NHN an der Oberen Rauhmühle von Steinenbronn von links in die von Westen kommende obere Aich, die danach südwestlich weiterzieht.
Der Sulzbach ist ab dem Zusammenfluss seiner Oberläufe 3,7 km, zusammen mit seinem Hauptstrang-Oberlauf Planklingenbach 6,9 km lang und hat ein 14,8 km² großes Einzugsgebiet. Das mittlere Sohlgefälle zwischen dem etwa 124 Höhenmeter über der Mündung liegenden Ursprung des Planklingenbach und der Sulzbachmündung liegt bei etwa 18 ‰, für die nur etwa 40 Höhenmeter zwischen dem Zusammenfluss und der Mündung bei etwa 11 ‰.

### Einzugsgebiet
Der Sulzbach hat ein 14,8 km² großes Einzugsgebiet. Die nördlichen Anteile mit den beiden Oberläufen und deren Teileinzugsgebiete liegen, naturräumlich gesehen, fast vollständig im Unterraum Glemswald-Randhöhen des Glemswalds, die südlichen im Unterraum Nördlicher Schönbuch des Schönbuchs. Der höchste Punkt auf dem aufgeschütteten Berg im Standortübungsplatz nahe der nordwestlichen Wasserscheide erreicht über 540 m ü. NHN, der natürlich höchste Punkt nahebei im Hunnen- oder Hennenbühl 519,8 m ü. NHN.
Die reihum jenseits der Wasserscheide konkurrierenden Bäche sind:
- im Norden der Mahdenbach, der rechte Oberlauf des Reichenbachs, der deutlich tiefer als der Sulzbach von links der Aich zufließt;
- im Nordosten konkurrieren weitere rechte Zuflüsse des Reichenbachs bis etwa hinunter zur Leinfelden-Echterdingener Schlösslesmühle;
- jenseits der südlichen Wasserscheide laufen Bäche von links zur Aich, noch unterhalb des Sulzbachs kleinere, oberhalb der Mündung größere bis hinauf zum Krähenbach:
- das Gebiet hinter der westlichen Wasserscheide entwässert der Murkenbach über den Gewässerstrang aus Schwippe, Würm, Nagold und Enz weit unterhalb der Aichmündung ebenfalls zum Neckar;
- im Nordwesten nimmt der linke Oberlauf Goldbach den Abfluss jenseits der Einzugsgebietsgrenze auf.

Der hydrologisch bedeutendste Wasserscheidenabschnitt liegt deshalb an der West- und Nordwestseite.
Der Namenslauf des Sulzbachs ist, mit kleinen Abweichungen nach beiden Seiten, Grenze zwischen den Gemeinden Schönaich rechts und Steinenbronn links. Schönaich reicht auch rechts bis an den Unterlauf des Gehrklingenbachs, während der größere Oberlauf Planklingenbach und weiter aufwärts dessen linker Zufluss Sulzbach die Stadt Böblingen und den Standortübungsplatz im Westen von der Waldgemarkung von Leinfelden-Echterdingen im Landkreis Esslingen im Osten trennt. Die anderen Kommunen mit Einzugsgebietsanteil liegen alle im Landkreis Böblingen.
Am Lauf des Sulzbachs oder nahe daran liegen nur die kleinen Wohnplätze Sulzbach von Schönaich kurz nach dem Zusammenfluss des Baches und Obere Rauhmühle von Steinenbronn. Im Einzugsgebiet liegen daneben der größte Teil des Dorfes Steinenbronn, der Nordrand von Schönaich sowie ein Teil der Siedlung Roten Kapf und der Bebauung auf dem Standortübungsplatzes, darunter das in neuerer Zeit dort errichtete Schulzentrum, beide zu Böblingen gehörig. Der überwiegende zentrale Teil des Einzugsgebietes ist fast geschlossen mit Wald bestanden.

### Zuflüsse und Seen
Liste der Zuflüsse und  Seen von der Quelle zur Mündung. Gewässerlänge, Seefläche, Einzugsgebiet und Höhe nach den entsprechenden Layern auf der Onlinekarte der LUBW. Andere Quellen für die Angaben sind vermerkt.
Zusammenfluss des Sulzbachs auf 401,2 m ü. NHN ca. 0,7 km nordwestlich des Wohnplatzes Sulzbach von Schönaich. Der Bach fließt anfangs etwa südöstlich.
- Planklingenbach, linker und nordwestlicher Hauptstrang-Oberlauf, 3,2 km und ca. 4,9 km². Entsteht auf etwa 485 m ü. NHN am Streitweg im Gewann Rotes Steigle auf dem Standortübungsplatz.
  - (Waldbach am Mönchsbrunnen vorbei), von rechts und Westen auf knapp 427,6 m ü. NHN[LUBW 5] gegenüber dem Waldgewann Plan, 1,1 km und ca. 0,8 km². Entsteht auf etwa 471 m ü. NHN an der Entwässerung des abgedeckten Müllbergs im Westen des Standortübungsplatzes bei Böblingen.
  - Sulzbach (!), von links und Nordosten auf etwa 418 m ü. NHN nahe dem Burgerwiesle, 1,1 km und ca. 1,8 km². Entsteht auf etwa 447 m ü. NHN an einem Kleinteich an einer Waldschneise.
    -  Oberhalb des Ursprungs liegt auf etwa 453 m ü. NHN ein weiterer Teich nahe dem Stuttgarter Weg und der Lichtung um die Musberger Stelle, etwas unter  0,1 ha.
    - Immenkorbbach, von rechts und Nordwesten auf knapp 425,5 m ü. NHN[LUBW 5], 1,1 km und ca. 0,7 km². Entsteht auf etwa 465 m ü. NHN nördlich einiger Waldhäuser im Gewann Immenkorb.
      -  Entwässert einen Teich in einer Lichtung am linken Hang auf etwa 470 m ü. NHN, 0,8 ha.

  - Kaisereichenbach, von rechts und Westnordwesten auf etwa 411 m ü. NHN, 1,2 km und ca. 0,5 km². Entsteht auf etwa 478 m ü. NHN im Hohlhaus südöstlich der Kaisereiche.
- Gehrklingenbach, rechter und westnordwestlicher Nebenstrang-Oberlauf, 2,9 km und ca. 3,0 km². Entsteht auf etwa 468 m ü. NHN in der Gehrenklinge oder Gerenklinge südlich der Stuttgart Elementary School auf dem Militärgelände im Wald.
  - Ziegenbach, von rechts und Westsüdwesten auf etwa 430 m ü. NHN nördlich der Schönaicher Sportplätze auf der Elsenhalde, 1,2 km und ca. 0,7 km². Entsteht auf etwa 488 m ü. NHN nahe der Böblinger Siedlung Rauher Kapf.
- Badrainbächle, von links und Westnordwesten auf etwa 383 m ü. NHN gegen Ende der Tallichtung um Schönaich-Sulzbach, 1,1 km und ca. 0,8 km².> Entsteht auf etwa 458 m ü. NHN am Südabfall des Hohenwart.
- Klingenbach, von links und Ostnordosten auf etwa 380 m ü. NHN nach Passieren der Kläranlage von Steinenbronn, 1,1 km und ca. 2,4 km². Entsteht auf etwa 432 m ü. NHN am westlichen Ortsrand von Steinenbronn im Gewann Alter See.
Etwa an diesem Zufluss knickt der Sulzbach auf Südlauf ab.
- Durchfließt auf etwa 475 m ü. NHN den Vorteich des folgenden Rückhaltebeckens, über 0,1 ha.
- Durchfließt auf knapp 470 m ü. NHN das über einen halben Kilometer lange Hochwasserrückhaltebecken Sulzbach des Wasserverbands Aich bis weniger als einen halben Kilometer vor der Mündung, 3,8 ha Dauereinstau.

Mündung des Sulzbachs von links und zuletzt Norden auf etwa 361 m ü. NHN an der Oberen Rauhmühle von Steinenbronn in die obere Aich. Der Bach ist ab dem Zusammenfluss seiner Oberläufe 3,7 km, zusammen mit seinem Hauptstrang-Oberlauf Planklingenbach 6,9 km lang und hat ein 14,8 km² großes Einzugsgebiet. Am Zufluss des knickt die AIch von Ost- auf Südostlauf.

## Geologie
Im überwiegenden Teil des Einzugsgebietes steht der Stubensandstein (Löwenstein-Formation) des Mittleren Keupers an, der auch die Täler von Planklingenbach, Gehrklingenbach und Sulzbach bildet, letzteres nur bis zum Rückhaltebecken am Unterlauf, wo der Talgrund die darunterliegenden Oberen Bunten Mergel (Mainhardt-Formation) des Mittelkeupers erreicht. Links der Talachse aus (dessen linkem Zufluss) Sulzbach, dem unteren Planklingenbach und zuletzt dem Hauptgewässer Sulzbach erheben sich die Höhen um den Hohenwart (497,6 m ü. NHN) über die oberste Keuperschicht Knollenmergel (Trossingen-Formation) bis in den Schwarzer Jura, anfangs bis zur Psilonotenton- und Angulatensandstein-Formation, im Ortsbereich von Steinenbronn liegt dann zuoberst sogar die Arietenkalk-Formation. An den ostwärts zu dieser Talachse abfallenden Hängen (Lee-Lage der Westwinde) liegt in einem meist schmalen Streifen Lösssediment aus quartärer Ablagerung.
Das Einzugsgebiet wird von zwei parallelen, bis zu einem halben Kilometer breiten tektonischen Gräben von Nordwest nach Südost durchzogen, also in der Grobrichtung von Planklingenbach und Sulzbach. Der nordöstlichere tritt zwischen den Mulden des Planklingenbachs und seines ersten linken Zuflusses am Mönchsbrunnen vorbei ins Gebiet ein und endet linksseits des Planklingenbachs im Bereich des Hohenwart-Kammes. Zuoberst auf seiner Tiefscholle liegen meist Schichten des Schwarzjuras, hier sogar einmal bis hinauf zur Obtususton-Formation. Der zweite Graben beginnt an einer Querstörung rechts des unteren Gehrklingenbachs und zieht sich wenig rechts und parallel zur oberen Laufhälfte des Sulzbachs entlang, quert dessen Untertal noch vor dem Rückhaltebecken und läuft dann jenseits weiter durch den südlichen Ortsbereich von Steinenbronn; im letzten Abschnitt stehen darin ebenfalls teilweise unterjurassische Schichten an, während diese zuvor linksseits des Sulzbachs anscheinend meist durch die erwähnten Lössablagerungen überdeckt sind.
Am Westrand von Steinenbronn läuft der Sulzbach-Zufluss Klingenbach in einem Klingenriss, wo über dem Knollenmergel auch die Oberkeuper-Schicht der Exter-Formation im oberen Bachbett aufgeschlossen ist. Diese tritt im Einzugsgebiet allenfalls als schmales Band zwischen Mittelkeuper und Jura auf.

## Natur und Schutzgebiete
Der Wald im Einzugsgebiet, abzüglich des großen Standortübungsplatzes und mit zusätzlich kleinen Randzonen, ist Teil des sich über beide Landkreise erstreckenden Landschaftsschutzgebietes Glemswald. Große Teile des linken Talhangs zwischen dem Oberlauf-Zusammenfluss und dem Südknick des Sulzbachs gehören zu einem Waldschutzgebiet.
Der streckenweise naturnahe Bach ist 2–3 Meter, an Aufweitungen sogar bis 5 Meter breit. Planklingenbach und der folgende Sulzbach sind feinmaterialreiche, karbonatische Mittelgebirgsbäche, deren Substrat steinig bis schlammig ist. Im teils steil eingegrabenen Bachstrang, der zuweilen über kleine Abfälle in Gumpen stürzt, gibt es Sandbänke, anderswo ist das Bett kiesig. Die Ufer sind zuweilen morastig, die Aue oft versumpft, an den Hängen treten Schichtquellen aus. Die einmündenden Seitenbäche haben teils breite Schwemmkegel abgelagert.

### LUBW
Amtliche Online-Gewässerkarte mit passendem Ausschnitt und den hier benutzten Layern: Lauf und Einzugsgebiet des Sulzbachs

Allgemeiner Einstieg ohne Voreinstellungen und Layer: Daten- und Kartendienst der Landesanstalt für Umwelt Baden-Württemberg (LUBW) (Hinweise)
1. 1 2 3 4  Höhe nach dem Höhenlinienbild auf dem Hintergrundlayer Topographische Karte.
2. 1 2  Höhe nach blauer Beschriftung auf dem Hintergrundlayer Topographische Karte.
3. 1 2 3  Länge nach dem Layer Gewässernetz (AWGN).
4. 1 2  Einzugsgebiet nach dem Layer Basiseinzugsgebiet (AWGN).
5. 1 2 3 4 5 6  Höhe nach schwarzer Beschriftung auf dem Hintergrundlayer Topographische Karte.
6. ↑  Seefläche nach dem Layer Stehende Gewässer.
7. ↑  Einzugsgebiet abgemessen auf dem Hintergrundlayer Topographische Karte.
8. ↑  Schutzgebiete nach den einschlägigen Layern, Natur teilweise nach dem Layer Biotop.

### Andere Belege
1. ↑  Abfluss-BW: Modellierte Abflusswerte an der Mündung
2. ↑  Friedrich Huttenlocher, Hansjörg Dongus: Geographische Landesaufnahme: Die naturräumlichen Einheiten auf Blatt 170 Stuttgart. Bundesanstalt für Landeskunde, Bad Godesberg 1949, überarbeitet 1967. → Online-Karte (PDF; 4,0 MB)
3. ↑  Geotopsteckbrief des Bachrisses des Klingenbachs
4. ↑  Geologie nach den Layern zu Geologische Karte 1:50.000 auf: Mapserver des Landesamtes für Geologie, Rohstoffe und Bergbau (LGRB) (Hinweise)